# Casa Parda
La Casa Parda (en alemán: Braunes Haus, literalmente "Casa Marrón") es el nombre del edificio que entre 1930 y 1945 acogió la sede central del Partido Nacionalsocialista Obrero Alemán (NSDAP). El edificio estaba situado en el n.º 45 de la Brienner Straße, en Múnich. El término "pardo" hacía referencia al color de los uniformes del partido.

## Historia

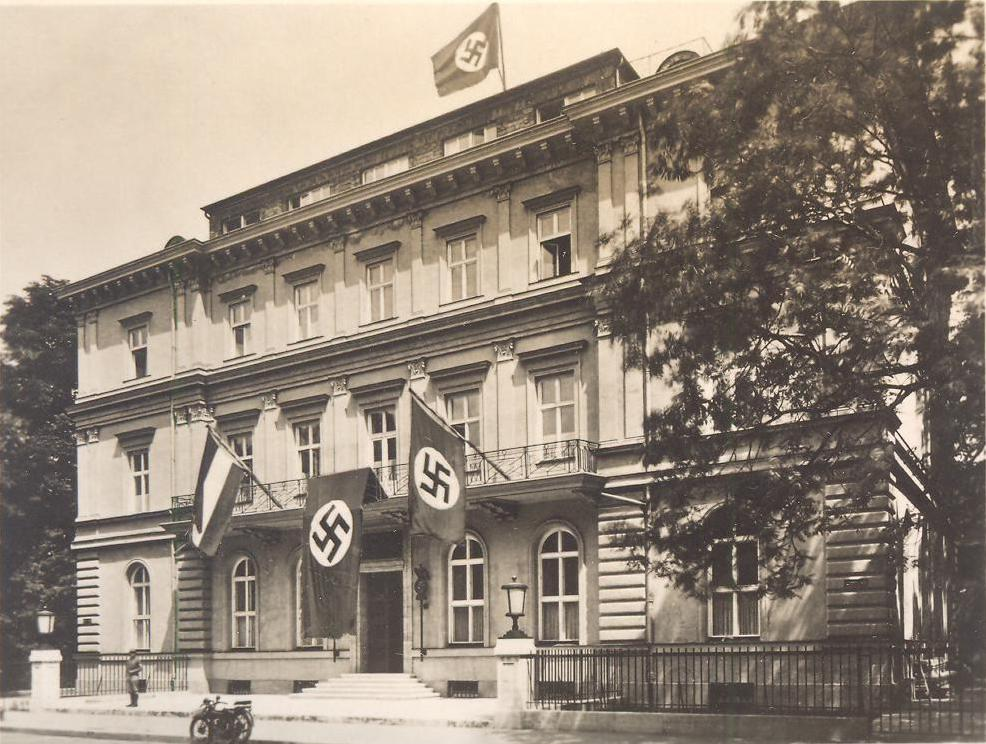
Fachada de la "Casa Parda".

El edificio original fue el Palacio Barlow, de estilo clásico, construido en 1828 por el arquitecto Jean Baptiste Métivier.
Hacia 1930, la sede del Partido Nazi en el n.º 50 de la Schellingstrasse era demasiado pequeña para el volumen de trabajo que acumulaba. En abril de ese año, Elizabeth Stefanie Barlow (viuda de William Barlow, un industrial inglés) acordó vender el palacio al tesorero del Partido nazi, Franz Xaver Schwarz. El contrato de venta se firmó el 26 de mayo, con un precio de compra de 805.864 marcos. Los fondos para la renovación de la sede del partido fueron proporcionados por el industrial Fritz Thyssen.
El edificio fue transformado de una villa urbana a un edificio de oficinas por el arquitecto Paul Ludwig Troost. Además, Troost y Adolf Hitler redecoraron el interior del palacio. En el despacho de Hitler destacaban los grandes muebles, un retrato de Federico II el Grande o un busto de Mussolini. Cerca de su despacho, Hitler también tenía un retrato a tamaño real del empresario norteamericano Henry Ford, debido a la admiración de Hitler hacia Ford. En el sótano de la casa se encontraba un restaurante. Tras finalizar las obras, el 1 de enero de 1931 abrió sus puertas la nueva sede del NSDAP. El historiador británico Ian Kershaw lo ha descrito como un edificio "pomposo y de mal gusto".
La Casa Parda fue dañada en un bombardeo aéreo sobre Múnich en octubre de 1943 y resultó gravemente dañada en otros ataques aéreos durante el resto de la contienda. Habiendo quedado prácticamente destruida, en 1947 los escombros fueron retirados, quedando un solar vacío. Tras muchos años de abandono, finalmente en 2002 el gobierno de Baviera anunció que en ese lugar se construiría el Centro de documentación sobre la historia del nacionalsocialismo de Múnich para el estudio histórico del nacionalsocialismo. Las obras de este centro de documentación se completaron en 2015.